# Grube Maria Meerstern
Die Grube Maria Meerstern ist eine ehemalige Galmei-Grube des Bensberger Erzreviers in Bergisch Gladbach. Das Gelände gehört zum Stadtteil Hand.

## Geschichte
Aufgrund eines Mutungsgesuchs vom 30. Oktober 1852 erfolgte die Verleihung des Grubenfeldes am 19. Januar 1854 auf Galmei und Eisenerze. Bei den Abbautätigkeiten stieß man auch auf Bleierze und Schwefelkies, auf deren Gewinnung bis dahin noch keine Verleihung vorlag. Die Bensberg-Gladbacher Bergwerks & Hütten AG Berzelius reichte daher am 14. Januar 1887 ein entsprechendes Mutungsgesuch ein. Die Verleihung erfolgte daraufhin am 24. Mai 1887 unter dem Namen Maria Meerstern II als komplette Überdeckung des Grubenfeldes Maria Meerstern. Über die weiteren Betriebstätigkeiten liegen keine Informationen vor.

## Lage und Relikte
Die Grubenfelder Maria Meerstern und Maria Meerstern II erstreckten sich südwestlich der Paffrather Straße zwischen der Dellbrücker Straße und der Handstraße. Am Schnittpunkt der Clemensstraße und der Schneppruthe geht ein Fußweg in ein Waldstück zwischen den Häusern der Straße In der Krabb und den Häusern der Dellbrücker Straße hinein. Das Gebiet grenzt nach Südwesten an die August-Kierspel-Straße. Es ist aufgrund der Eintragung des Fundpunktes im Verleihungsriss von 1852 anzunehmen, dass im nördlichen Teil die Verleihung für Maria Meerstern und aufgrund der Eintragung des Fundpunktes für Maria Meerstern II im Verleihungsriss von März 1887 etwas südlicher erfolgte. Im Laufe der Jahre ist das  Gelände oftmals umgestaltet und teilweise bebaut worden. Welche Spuren dabei auf den Bergbau zurückzuführen sind, kann man heute nicht mehr mit Gewissheit feststellen. 
.